# Isla Botalón
Isla Botalón (también conocida como Isla Vapor) es el nombre de una isla fluvial de Venezuela, que administrativamente pertenece al Municipio Páez, en el Distrito del Alto Apure del Estado Apure, al oeste de ese país suramericano cerca de la frontera con Colombia en las coordenadas geográficas 07°04′17″N 70°31′08″O / 7.07139, -70.51889.